# دييغو فالديز (لاعب كرة قدم)
دييغو فالديز (بالإسبانية: Diego Valdés Contreras) هو لاعب كرة قدم تشيلي في مركز الهجوم، ولد في 30 يناير 1994 في سانتياغو في تشيلي. شارك مع منتخب تشيلي تحت 20 سنة لكرة القدم ومنتخب تشيلي لكرة القدم. أما مع النوادي، فقد لعب مع أوداكس إيتاليانو.

## وصلات خارجية
- دييغو فالديز على موقع قاعدة بيانات كرة القدم.إي يو (الإنجليزية)
- دييغو فالديز على موقع ناشيونال فوتبول تيمز (الإنجليزية)
- دييغو فالديز على موقع Soccerway.com (الإنجليزية)
- دييغو فالديز على موقع عالم كرة القدم.نت (الإنجليزية)
- دييغو فالديز على موقع AS.com (الإسبانية)